# Собор Святого Петра (Бауцен)
Собор Святого Петра — це міжконфесійна церква в місті Бауцен, Саксонія, Німеччина. Місто Бауцен (яке також називають Будишин) є неофіційною, але історичною столицею Верхньої Лужиці. Собор є одним з найстаріших і найбільших міжконфесійних церков в Німеччині. Він розташований в самому центрі міста, в так званому «Старому місті». Собор та площа, на якій він знаходиться, є головними туристичними пам'ятками в місті.

## Історія

### Перші церкви
Перша церква була побудована близько 1000 року. Близько початку ХІІІ століття збудували собор під керівництвом єпископа Бруно II. Цей перший собор не носив ім'я святого Петра, оскільки покровителями церкви тоді були як святий Петро, так й Іван Хреститель.

### Сучасний собор
Між 1456 і 1463 роками був споруджений і названий на честь святого Петра собор, який стоїть і зараз. До початкової споруди додано четвертий неф.
У 1634 році пожежа знищила велику частину міста та церкви, і церква потребувала нового склепіння та значних реставраційних робіт. Весь інтер'єр церкви, за винятком оригінальних готичних елементів, який можна побачити і сьогодні, потребував реставрації.
Різні міста надали Бауцену допомогу у відновленні міста та собору. Назви багатьох німецьких міст були викарбувані на притолоках будівлі собору на знак вдячності за допомогу у відбудові собору.
Собор поєднує в собі декілька різних архітектурних стилів, але в основному це готика та бароко. Рання церква була цілком готичною, але з того часу вона сильно видозмінилась. Нині лише деякі частини інтер'єру мають готичний характер. Бароковий купол був прибудований до вежі в 1664 році.

### Ера багатоконфесійності
В 1523 році євангелічні лютерани почали проповідувати в церкві. З 1530 року будівлею користувались і католики, і лютерани. Висока 4-метрова завіса відокремлювала їх один від одного. В 1567 році Святий Престол відокремив лужицькі райони за межами Саксонії від саксонських частин давньої Мейсенської єпархії і створив там Апостольську префектуру Мейсена, яке розташовувалось в Соборі Святого Петра в Бауцені, а Йоганнес Лайзентрітт став його першим префектом.
За місцем розташування префектури та її головного собору префектуру називали або «Апостольською Префектурою двох Лужиць» (Верхня та Нижня Лужиця) або «Апостольською Префектурою Бауцена». В 1583 році декан собору Лайзентрітт наказав укласти угоду між двома приходами різних конфесій, яка визначала, коли кожен з цих приходів зможе використовувати собор, а також інші деталі. Цей договір діє дотепер, і він був перерваний лише декілька разів протягом історії, наприклад, під час повстання в Богемії в 1620 році, коли католиків вигнали з будівлі на короткий час.
24 червня 1921 року Папа Бенедикт XV підвищив статус Апостольської префектури Мейсена до статусу Дієцезії своєю апостольською конституцією «Sollicitudo omnium ecclesiarum», і таким чином Собор Святого Петра став кафедральним собором цієї дієцезії. Заснований в 1743 році Апостольський вікаріат у саксонських спадкових землях розпустили, а його територію та установи інтегрували в нову Мезенську дієцезію в 1921 році. В 1980 році резиденцію дієцезії перенесли в Дрезден, внаслідок чого її перейменували в Дрезден-Мейсенську, а Собор Святого Петра став співкафедральним, разом із Кафедральним Собором Святої Трійці в Дрездені.
Нині католицький та лютеранський вівтарі розташовані в різних частинах собору. Католицький вівтар побудували в 1723 році. Його спроєктував учень Балтазара Пермозера, того самого, який спроєктував Дрезденський Цвінґер. Вівтарні фрески розписав венеціанський живописець Пеллегріні.